# Lonchognathosaurus
Lonchognathosaurus es un género extinto de pterosaurio pterodactiloide dsungariptérido de edad del Albiense del Cretácico Inferior hallado en la formación Lianmuqin de Xinjiang, en China. 
El género fue nombrado en 2004 por Michael Maisch, Andreas Matzke y Sun Ge. La especie tipo es Lonchognathosaurus acutirostris. El nombre del género se deriva del griego lonchos, "lanza", gnathos, "mandíbula" y sauros, "lagarto", en referencia al hecho de que era un reptil con mandíbulas acabadas en punta. El nombre de la especie significa "hocico agudo" en latín.
Lonchognathosaurus está basado en el holotipo SGP 2001/19, hallado cerca de Urumqi en el sur de la Cuenca Junggar, consistente en la parte frontal de un cráneo y la mandíbula inferior que provienen de un individuo grande; la longitud estimada de su cráneo completo es de cerca de 400 milímetros. La punta de la mandíbula superior, compuesta del hueso premaxilar, era delgada y tenía una punta delgada. Los dientes de la mandíbula superior aparecen muy atrás de la punta, y están bastante espaciados, disminuyendo su tamaño desde el frente hacia la parte posterior; terminan en frente de las fosas nasales. Estos están situados en alvéolos que tienen un borde óseo bajo pero que por otra parte no se elevan de la mandíbula. Cada maxilar solo tiene ocho dientes, y el margen inferior de la mandíbula superior era derecha (a diferencia de otros pterosaurios en que esta es curvada). Poseía una cresta sagital, con surcos y un borde superior cóncavo.  
El género fue clasificado, después de realizarse un análisis cladístico, como un miembro de la familia Dsungaripteridae, como el taxón hermano de Dsungaripterus.
De acuerdo a Brian Andres Lonchognathosaurus es un sinónimo más moderno de Dsungaripterus weii. Por otra parte, David Hone afirmó en 2017 que este género no podía ser distinguido de Noripterus.